# باديرنو ديل غرابا
باديرنو ديل غرابا (بالإيطالية: Paderno del Grappa)‏ هي بلدة صغيرة وجزء من بلدية بيفي ديل غرابا في مقاطعة تريفيزو بمنطقة فنيتة، شمال إيطاليا.